# Жэнь Бонянь

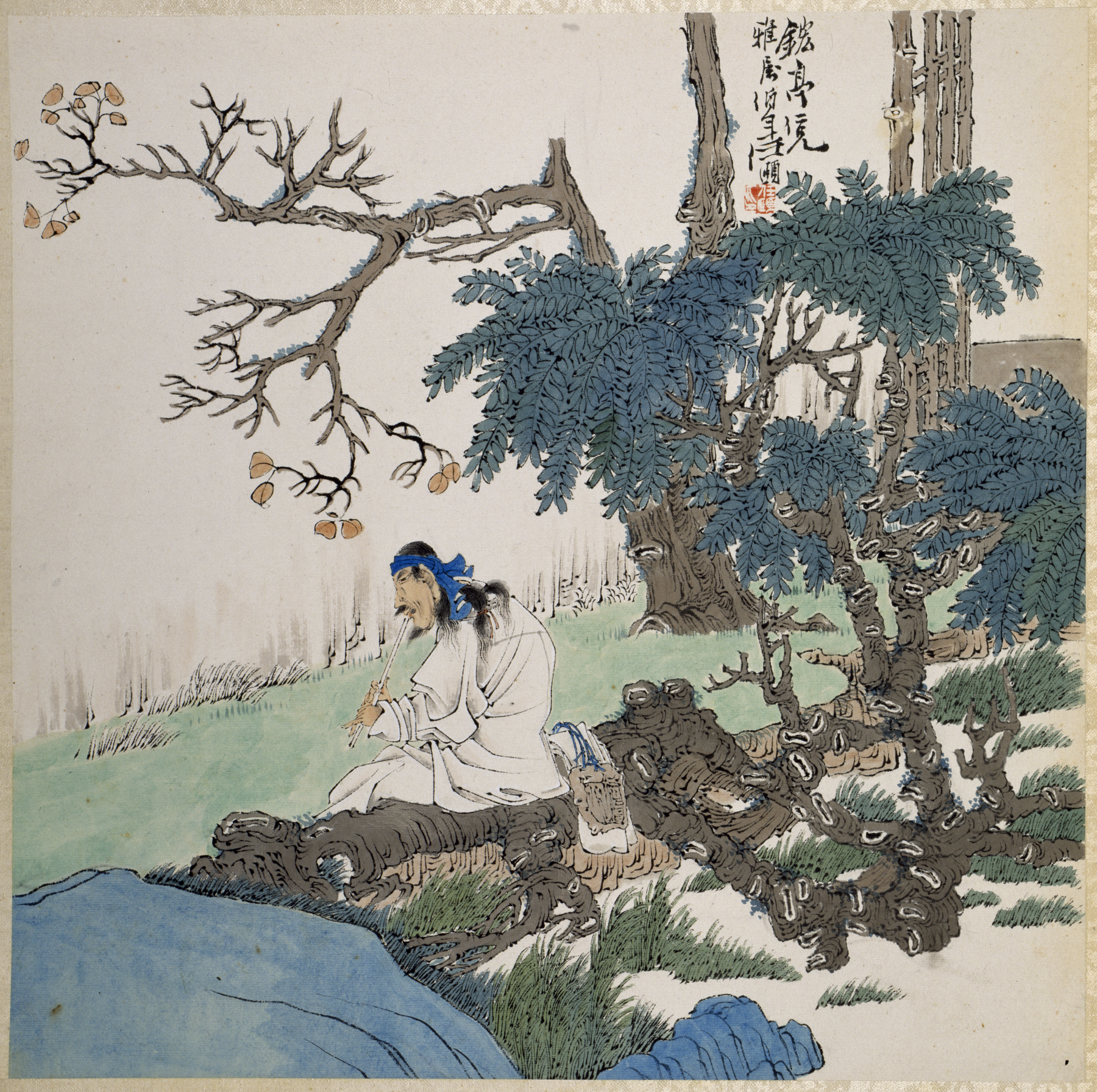
Игра на флейте, 1860-80, Художественный музей Уолтерс

Жэнь Бонянь (кит. 任伯年, пиньинь Rén Bónián, 1840—1896) — китайский художник эпохи Цин, иногда называемый одним из «четырёх Жэней».
Родился в Шаньине (ныне Шаосин, провинция Чжэцзян). Был сыном торговца рисом; не получил полноценного образования, но с детства имел способности к живописи и подрабатывал, делая портреты и расписывая веера. Чтобы успешнее продавать свои картины, подписывал их именем известного художника Жэнь Сюна, который, обнаружив это, разыскал Боняня и взял к себе в ученики. В молодости участвовал в восстании тайпинов, после смерти своего отца в 1855 году переселился в Шанхай, где стал членом Шанхайской школы и где прожил с небольшими перерывами до конца жизни.
В его творчестве нашли отражение как традиционные, так и современные ему стили, в нём он обращается к самым различным темам и сюжетам, в том числе к жанру цветы и птицы. В начале творческого пути живопись Боняня отражала явное влияние художников времён династии Сун, но позже он перешёл на более свободный стиль под влиянием произведений Чжу Да.